# あべゆうじ
あべ ゆうじ（本名：安部 雄治、1976年11月20日 - ）は、日本のシンガーソングライター、歌手。血液型AB型。
2019年2月メジャーデビューシングル「ひかりの記憶」キングレコード株式会社より全国発売。
2014年より、みやび楽温堂を設立し、シンガーソングライターとして本格的に活動を開始。2ndシングルの「ありがとうだんだんね!」は松江マーブルテレビの「旬感！！おもっせワイド」のテーマ曲に採用された。
2015年4月にはカンボジアの児童養護施設にて初の海外ライブを行なった。

## 受賞歴
2004年、第4回とっとり西部アマチュアサウンドグランプリ"ほうきぼしを探せ"にてグランプリ受賞。2005年、Go!Go! GUITARの聴いてよマイソングにて1等賞を受賞する。

## ディスコグラフィー

### シングル(インディーズ)
| 枚  | 発売日 | タイトル                                    |
| --- | ------ | ------------------------------------------- |
| 1st | 2014年 | いつかふたりで                              |
| 2nd | 2015年 | ありがとうだんだんね！ c/w 城北商店街のうた |

### シングル(メジャー)
| 枚  | 発売日 | タイトル     |
| --- | ------ | ------------ |
| 1st | 2019年 | ひかりの記憶 |

### シングル(配信限定)
| 枚  | 発売日 | タイトル       |
| --- | ------ | -------------- |
| 1st | 2021年 | ペアレンツ     |
| 2nd | 2022年 | 夏のうた       |
| 3rd | 2024年 | おにぎりのうた |

### ミニアルバム
| 枚  | 発売日 | タイトル         |
| --- | ------ | ---------------- |
| 1st | 2017年 | そのままのきみで |